# Ichneumon labialis
Ichneumon labialis là một loài tò vò trong họ Ichneumonidae.